# Llar dels jubilats, antic escorxador
L'Antic Escorxador, actualment conegut com a la llar dels jubilats, és un edifici d'Alginet situat a l'encreuament dels carrers Almàssera i Azorín. Tot i que antigament era utilitzat com a escorxador després d'una reforma, a mitjan segle xx, ha passat a ser un lloc de reunió per a la gent de la 3ª Edat.

## Descripció
Ocupant una parcel·la de 30x25m està compost per una nau central més alta coberta a dues aigües amb pati d'accés centrat en un dels murs testeres, i dos naus més baixes també cobertes a dues aigües. Dos cossos més paral·lels a la nau central completen el conjunt.
Aquest edifici modernista presenta un elaborat disseny i una cuidada execució destacant la resolució dels seus elements més significatius: finestres amb arcs angulars de rajola, fris decorat amb taulells, cornises escalonades decorades amb puntes, cantons i sòcol ressaltats amb rajola, els arcs senyalats en les testeres de la nau principal i les reixes d’acer forjat.
L'autor d'aquest edifici va ser l'arquitecte Carlos Carbonell Pañela (1873-1932).

## Situació actual
L'edifici ha deixat d'exercir la funció original de lloc de matança, ja que ha incorporat l'antic edifici del llavaner i el centre de l'Associació de Jubilats i Pensionistes.

## Arquitecte
- Carlos Carbonell Pañela (1873-1932)